# Samuel Richter
Samuel Richter (* Ende 17. Jahrhundert in Reichau, Schlesien; † nach 1722), auch als Sincerus Renatus bekannt, war ein deutscher Theologe, Alchemist und Rosenkreuzer, der mit seinen alchimistischen Abhandlungen und Schriften das Rosenkreuzertum des 18. Jahrhunderts stark beeinflusste.

## Leben
Nach seinem Theologiestudium in Wittenberg (1703) und Halle (1707) wurde Richter eine Zeit lang Hauslehrer einer Adelsfamilie und später Prediger in Hartmannsdorf bei Landeshut (heute Kamienna Góra). In den Jahren 1710/11 veröffentlichte er in Breslau erstmals alchemistische und theosophische Schriften. Unter anderem war in einer seiner Schriften eine Anleitung zur „Bereitung des Philosophischen Steins“ zu finden, in der er erstmals die Bruderschaft der Gold- und Rosenkreuzer erwähnte. Nachdem man Richter der religiösen Schwarmgeisterei bezichtigte, verließ er Schlesien und ging nach Preußen, wo er sich dem Bergbau zuwandte. In jener Zeit machte er auch Bekanntschaft mit dem Bergbaudirektor und königlich-preußischen Legationsrat Georg von Welling. Gegen Wellings Willen veröffentlichte Samuel Richter 1719 dessen Opus mago-cabbalisticum et theosophicum. Im Zuge seiner letzten Veröffentlichung zum Aurum Potabile oder Trinkgold verlieren sich 1722 sämtliche Spuren zu seiner Person. Seine Theo-Philosophia, die sich stark an Jakob Böhme und Paracelsus orientiert, galt bereits im 18. Jahrhundert als Klassiker der Hermetik.
Sein Pseudonym Sincerus Renatus (etwa: „der aufrichtige Auferstandene“) lässt auf die Geisteshaltung von Samuel Richter schließen, der als Pietist an die Vorstellung der Wiedergeburt glaubte.
Samuel Richter wurde durch seine Schriften zu den späteren Autoritäten des 1756 gegründeten Ordens der Gold- und Rosenkreuzer gezählt.

## Schriften

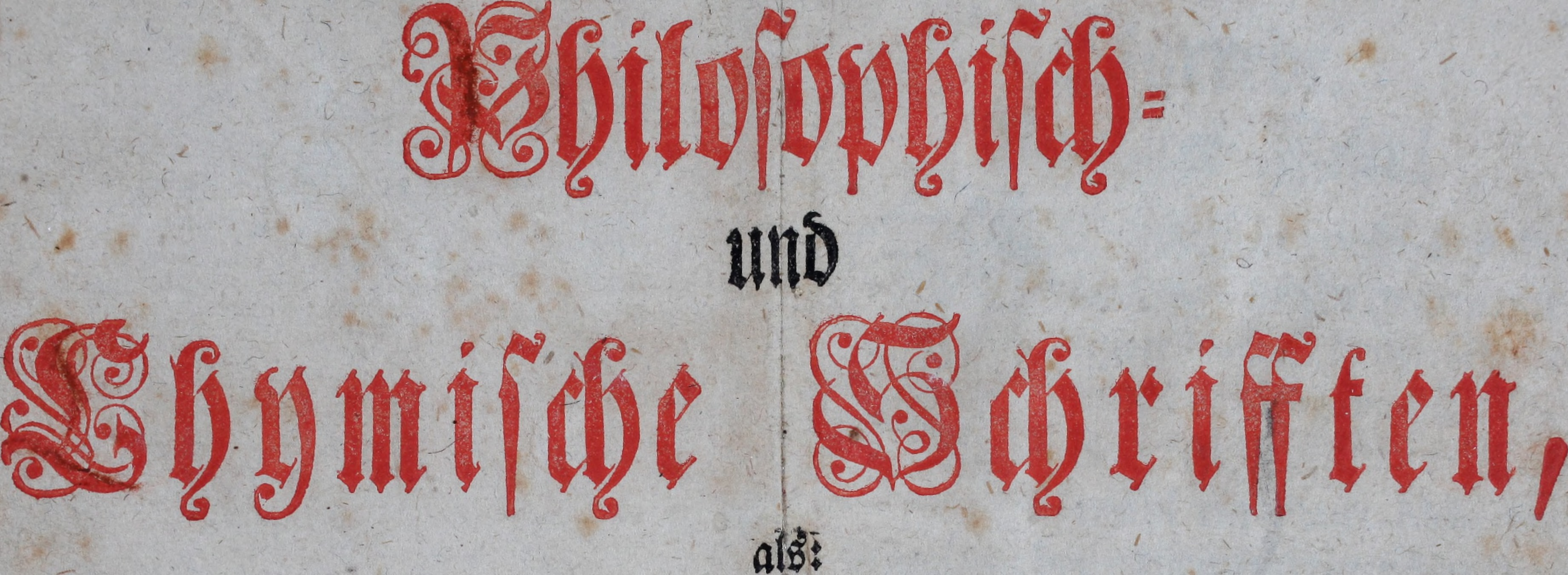
Auszug aus Renati Sinceri Sämmtliche philosophisch- und chymische Schrifften : als I. Die warhaffte und vollkommene Bereitung des philosophischen Steins etc. II. Theo-philosophia theoretica-practica, oder Der wahre Grund göttlicher und natürlicher Erkänntniss etc. III. Goldene Quelle der Natur und Kunst, bestehend in lauter Experimentis und chymische Handgriffen etc.

- Die warhaffte und vollkommene Bereitung des philosophischen Steins der Brüderschafft aus dem Orden des Gülden- und Rosen-Creutzes … Breslau 1710. 2. Aufl. 1714.
- Theo-philosophia theoretico-practica oder Der wahre Grund goettlicher und natuerlicher Erkaenntniss, dadurch beyde Tincturen, die him[m]lische und irrdische, koennen erhalten werden … Breslau 1711.
- Göldene Quelle Der Natur und Kunst : Bestehende In lauter wahrhafften und durch die Experienz bestätigten Experimentis, Aus welchen die Arbeitenden einen gewissen Profit und Nahrung zu hoffen und zu gewarten haben ; Worbey denen Anfängern zum Besten Zum Anhange Die nöthigen und gewöhnlichen Chymischen Hand-Griffe ; Mit beygefüget und erkläret werden / Nochmalen Aus herzlicher und Christlicher Liebe denen armen unter der Last des Spiritus Mundi seuffzenden Brüdern mitgetheilet von Sincero Renato. Breslau 1711.
- Alte und Neue Zeugnüsse Von dem vortrefflich-medicinalischen Gebrauch Deß auri potabilis, Zur Confirmation dieser edlen Medicin. Hrsg. von N.N.A.O.F. aliäs S. R. Leipzig & Frankfurt 1722.
- Renati Sinceri Sämmtliche philosophisch- und chymische Schrifften : als I. Die warhaffte und vollkommene Bereitung des philosophischen Steins etc. II. Theo-philosophia theoretica-practica, oder Der wahre Grund göttlicher und natürlicher Erkänntniss etc. III. Goldene Quelle der Natur und Kunst, bestehend in lauter Experimentis und chymische Handgriffen etc. Hubert, Leipzig & Breslau 1741.